# Bronzespecht

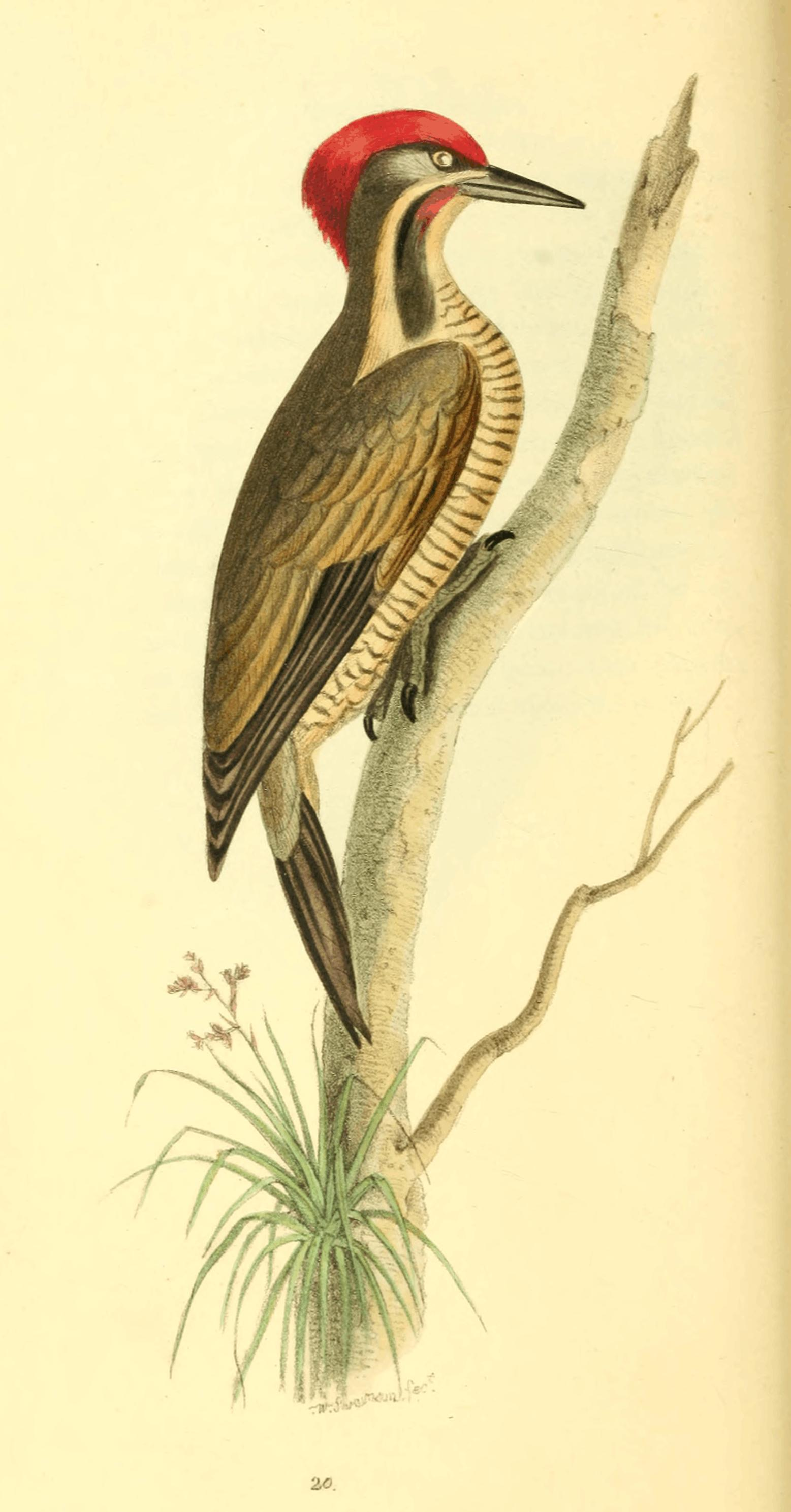
Piculus chrysochloros Swainson, 1820

Der Bronzespecht (Piculus chrysochloros), der in der Volkssprache Portugals auch als pica-pau-dourado-escuro (Goldscheitelspecht) bekannt ist, ist eine Vogelart aus der Familie der Spechte (Picidae).
Das Artepitheton kommt von altgriechisch χρυσός chrysós, deutsch ‚golden‘ und altgriechisch χλωρός chlōrós, deutsch ‚grün‘.

## Lebensraum
Der Vogel kommt in Kolumbien und Ostvenezuela vor sowie ausgedehnt im Amazonasbecken in Argentinien, Bolivien, Brasilien, Ecuador, Französisch-Guayana, Guyana, Paraguay, Peru und Suriname. Der Lebensraum umfasst feuchte Terra Firme- und Várzea-Regenwälder, Bauminseln in der Savanne, auch Waldränder und Mangrovenwald gerne in Wassernähe meist im Tiefland bis 650 m in Peru.

## Merkmale
Der Bronzespecht ist ein Standvogel und ist je nach Unterart 18 bis 27 cm groß und zwischen 18 und 21 cm lang und wiegt zwischen 55 und 91 g.
Das Männchen ist von der Stirn bis zum Nacken rot, die Zügel sind olivgrün, ebenso die Augenregion, die Ohrdecken bis zum Nacken, darunter schließt sich ein blassgelber Streifen an. Es folgt ein breiterer olivgrüner Streifen, Kinn und Kehle sind gelb. Die Oberseite ist olivgrün, die Flügel sind dunkler, die Schwanzoberseite dunkel olivbraun. Die Unterseite ist blass gelblich und durchgehend olivbraun gebändert, die Flügelunterseite großteils zimtfarben. Der ziemlich lange Schnabel ist leicht gekrümmt, dunkelgrau bis schwärzlich, an der Basis blasser. Die Iris ist weiß bis bläulich-weiß, die Beine sind grau-grün. Das Weibchen hat kein Rot am Kopf, ist an Stirn und Scheitel olivfarben. Jungvögel sind blasser und unregelmäßiger mit dunkleren Augen.
Gegenüber dem Weißbrauenspecht (Piculus aurulentus) unterscheidet er sich durch die gelbere Unterseite und das Fehlen eines gelben Hinteraugenstreifens. Der Ruf wird als schrilles „shreer“ beschrieben und ist eher selten zu hören.

## Geografische Variation
Es werden folgende Unterarten anerkannt:
- P. c. xanthochlorus (P. L. Sclater & Salvin, 1875)[8], – Ostpanama, Nordkolumbien und Nordwestvenezuela, schließt Ssp. P. c. aurosus mit ein[9]
- P. c. capistratus ( Malherbe, 1862)[10], – Ostecuador, Nordostperu und Südostkolumbien bis Nordbrasilien und Guayana, schließt Ssp. P. c. guianensis mit ein[9]
- P. c. laemostictus Todd, 1937[11], – Ostperu, Brasilien südlich des Amazonas und Nordwestbolivien, schließt Ssp. P. c. hypochryseus mit ein[9]
- P. c. paraensis (Snethlage, E., 1907)[12], – Nordosten des Amazonasbeckens in Brasilien
- P. c. polyzonus (Valenciennes, 1826)[13], – Südostbrasilien
- P. c. chrysochloros (Vieillot, 1818)[14], Nominatform – Brasilien, Ostbolivien, Paraguay und Nordargentinien

## Lebensweise
Die Nahrung besteht aus Insekten, darunter Ameisen und Termiten, die einzeln, paarweise oder in gemischten Jagdgemeinschaften gesucht werden, gerne in geringerer Höhe als andere Eigentliche Bänderspechte.
Die Brutzeit liegt wohl zwischen Februar und März in Kolumbien, im September in Argentinien und zwischen Oktober und Dezember in Portugal. Das Nest wird in Termitenhügeln oder Baumstämmen gegraben und sie legen ein bis vier Eier.

## Etymologie und Forschungsgeschichte
Die Erstbeschreibung des Bronzespechts erfolgte 1818 durch Louis Pierre Vieillot unter dem wissenschaftlichen Namen Picus chrysochloros. Als Verbreitungsgebiet gab er  Paraguay an. Vieillot bezog sich auf Carpintero del verde dorado von Félix de Azara und nannte als Verbreitungsgebiet Brasilien und Paraguay. 1824  führte Johann Baptist von Spix die für die Wissenschaft neue Gattung Piculus ein. Erst später wurde auch der Weißbrauenspecht der Gattung zu geordnet. »Piculus« ist das lateinische Wort für »kleiner Specht«. Der Artname chrysochloros ist ein Wortgebilde aus χρυσος khrysos für gold und χλωρος khlōros für grün. Paraensis bezieht sich auf Pará. Xanthochlorus ist ein Wortgeboilde aus ξανθος xanthos für gelb und χλωρος khlōros für grün, laemostictus aus λαιμος laimos für Kehle und στικτος, στιζω stiktos, stizō für gepunktet, tätowieren und polyzonus aus πολυς polys für viel und ζωνη, στιζω zōnē für Band, Gürtel. Schließlich hat capistratus seinen Ursprung in lateinisch capistratus, capistrum, capere ‚haltend, Halter, halten‘. Alfred Laubmann schien bei seiner Analyse kein Balg aus Paraguay vorzuliegen. Trotzdem betrachtete er die Art aus anderen Nachweisen als verbreitet im Land.

## Gefährdungssituation
Die Art wird von der Weltnaturschutzunion als nicht gefährdet (Least Concern) eingestuft, allerdings ist der Bestand rückläufig. Fernerkundungsaufnahmen in ihrem Verbreitungsgebiet ergaben einen Rückgang von 5 % der Waldflächen innerhalb von drei Generationen. Bei gleichbleibenden Trends wird mit einem Populationsrückgang von bis zu 10 % in den nächsten drei Generationen der Vogelart gerechnet. Der Gesamtbestand des Bronzespechts ist jedoch groß und wird auf 500.000 bis 5.000.000 adulte Tiere geschätzt.